# Karl Friedrich Hipp

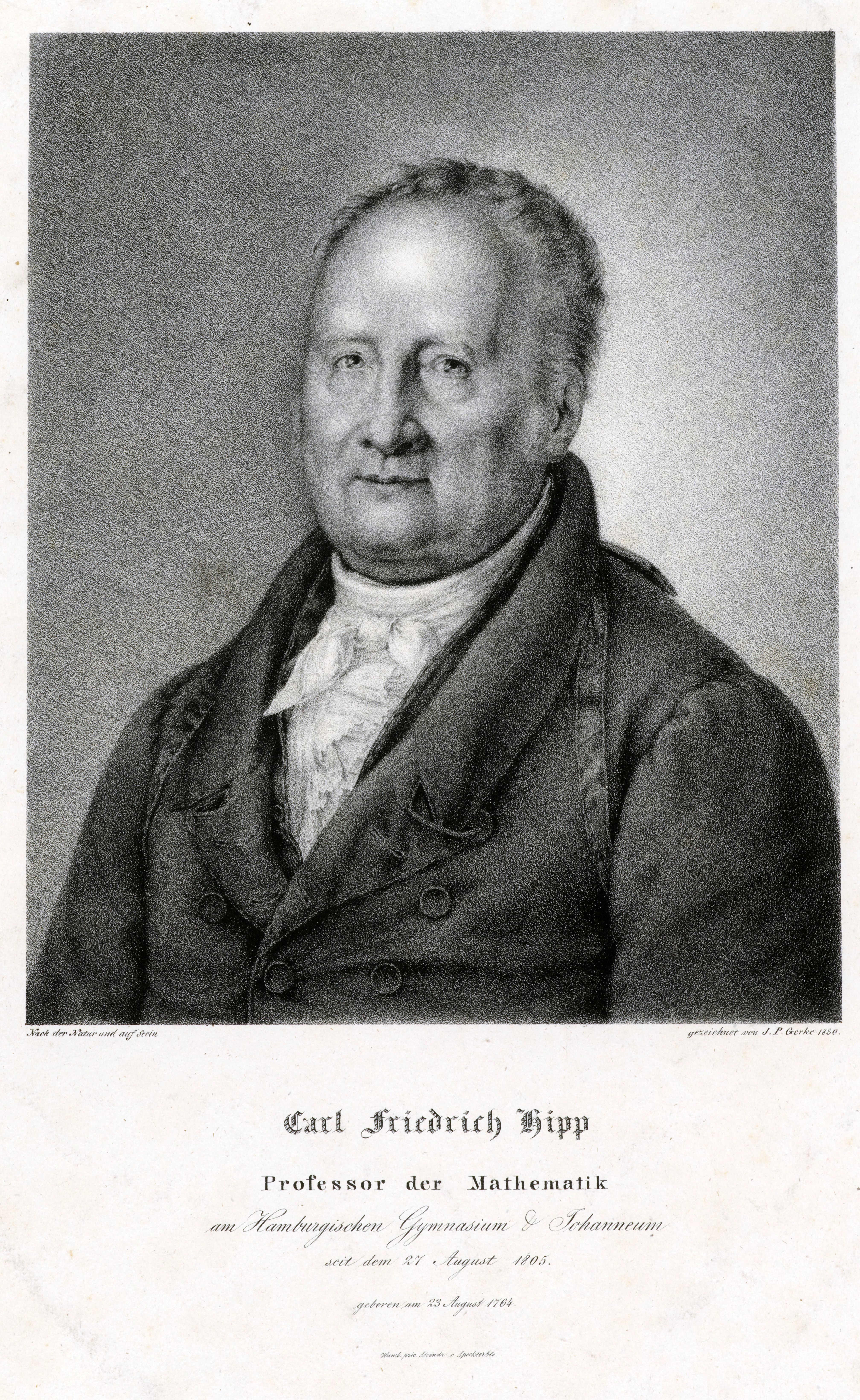
Lithographie von Johann Philipp Gerke (1830)

Karl Friedrich Hipp (auch Carl; * 23. April 1763 in Waldangelloch; † 6. September 1838 in Hamburg) war ein deutscher Pädagoge und Mathematiker.

## Leben
Hipp war der Sohn des Pfarrers Christoph Ludwig Hipp. Durch verwandtschaftliche Beziehungen konnte Hipp zunächst eine Schule in Bern in der Schweiz besuchen. Sein Vater bestimmte allerdings den weiteren Fortgang seiner Ausbildung in Württemberg. Er absolvierte daher zunächst die militärisch geprägte Elitehochschule in Stuttgart, die Hohe Karlsschule, der die Vermittlung seiner hervorragenden Sprachkenntnisse zugesprochen werden. Nachdem sein Vater ihn für den geistlichen Stand vorsah, schlossen sich theologische Vorstudien am Seminar am Kloster Maulbronn an, auf die weitere Studien an der Universität Tübingen folgten. Dort widmete er sich nicht nur dem Studium der Theologie, dem kleinere Schriften wie der Kommentar zum Psalm LXVIII oder mehrere Beiträge zu Röslers Bibliothek zur Geschichte der Kirchenväter entsprangen, sondern vor allem auch der Mathematik und Physik. Er wurde Repetent an der Universität und lehrte unter anderem zur empirischen Psychologie. Am 27. September 1784 bekam er die Magisterwürde von der Philosophischen Fakultät verliehen, daraufhin verblieb er noch bis 1785/1786 in Tübingen.
Hipp soll bei der Wahl seines weiteren Lebensweges zwischen akademischer Laufbahn, Lehramt und Predigeramt geschwankt haben. Er übernahm 1786 eine Stellung als Präzeptor an der Schule von Wildbad, verblieb dort allerdings nur bis zum Jahresende 1787. Er wollte seine Fähigkeiten in England zum Einsatz bringen, kam allerdings nur bis Hamburg. Dort kam er am 12. April 1788 an und machte sich sogleich einen Namen als guter Hauslehrer. Daher wurde er kurz darauf von einem Prediger Milow an dessen Lehrinstitut in Wandsbeck geholt, an dem er in der Folge drei Jahre lehrte. Anschließend übernahm er eine Privatschule in Hamburg, die sich sehr guten Besuches erfreute, insbesondere von Bürgerkindern, die auf eine wissenschaftliche Laufbahn vorbereitet werden sollten.
Hipp wollte sich allerdings eine sichere finanzielle Basis schaffen und wandte sich an Johann Gottfried Gurlitt, der zur Reform der städtischen Schulen nach Hamburg berufen worden war. Im Januar 1804 wurde auf Gurlitts Empfehlung Hipp die Vertretung der Mathematikprofessur am Johanneum übertragen, außerdem lehrte er am Akademischen Gymnasium. Am 27. August 1805 wurde ihm die Mathematikprofessur am Johanneum und zudem der Lehrstuhl für Mathematik und Naturwissenschaften am Akademischen Gymnasium der Stadt übertragen. Er lehrte außerdem Sprachen und Religion an den Bildungseinrichtungen. Beide Stellungen hatte er bis zu seiner Versetzung in den Ruhestand zum 1. März 1836 inne. Als Gurlitt 1827 verstarb, wurde Hipp kommissarisch Schulleiter der Anstalten ernannt und führte das Amt in der Folgezeit für sechs Monate aus.

## Werke (Auswahl)
- Commentar. in Psalm LXVIII..., Tübingen, ohne Jahr.
- Narrationes Josephi aliorumque scriptorum de bello iudaico inter se comparatae, Hamburg, ohne Jahr.
- De vi et praestantia analytices Veterum, Hamburg ohne Jahr.
- Demonstratio de Algebrae usu Hamburg, ohne Jahr.
- Geometrica resolutio problematum in Newtoni Arithmetica algebraice resolutorum, Hamburg, ohne Jahr.
- De foenore veterum Romanum, Hamburg 1828.
- Dissertatio brevis de Cometis, Hamburg 1835.